# Daniel Zovatto (jurista)
Daniel Zovatto (Santa Clara de Saguier,  23 de enero de 1957) es un politólogo y jurista argentino. Experto en democratización, elecciones y gobernabilidad. Actualmente es Director Regional de IDEA Internacional para América Latina y el Caribe, cargo que ocupa desde 1997.
Es profesor visitante en diferentes universidades de América Latina, Europa y América del Norte. Además, es autor y coautor de diversos libros sobre derechos humanos, elecciones y democracia en América Latina.

## Estudios
- Doctorado en Gobierno y Administración Pública en la Universidad Complutense de Madrid y el Instituto Universitario de Investigación Ortega y Gasset en Madrid, España.
- Maestría en Administración Pública, Escuela de Gobierno John F. Kennedy de la Universidad de Harvard, en Boston, Estados Unidos.
- Doctorado en Derecho Internacional en la Universidad Complutense de Madrid, España.
- Licenciado en Ciencia Política y Relaciones Internacionales por la Universidad Católica de Córdoba, Argentina.
- Licenciado en Derecho por la Universidad Nacional de Córdoba.[2]

## Trabajo público
De acuerdo con IDEA Internacional su trabajo se enfoca en el diseño, negociación y supervisión de programas de asistencia técnica y asesoría política en temas relacionados con la gobernabilidad democrática y el desarrollo, la reforma electoral, el financiamiento y democracia interna de los partidos políticos, el fortalecimiento de las instituciones democráticas y sobre reformas constitucionales, políticas y electorales. El organismo internacional menciona que especialidad es la negociación y gestión de recursos financieros con agencias donantes, así como en la organización y coordinación de reuniones nacionales y regionales sobre democracia y desarrollo, política y elecciones en la región latinoamericana. Su experiencia laboral anterior incluye haber sido Director Adjunto del Instituto Interamericano de Derechos Humanos (IIDH) y Director Ejecutivo del Centro de Asesoría y Promoción Electoral (CAPEL), programa especializado del Instituto Interamericano de Derechos Humanos.
Es miembro del Consejo Asesor del programa para América Latina del Woodrow Wilson International Center for Scholars (ambos de los Estados Unidos de América) y del Consejo Asesor Internacional del Índice de Gobernabilidad para África de la Fundación Mo Ibrahim.
Ha participado en más de 50 misiones de observación electoral.
De 1989 a 1996 fue director ejecutivo del Centro de Asesoría y Promoción Electoral, programa del Instituto Interamericano de Derechos Humanos. De 1994 a 1996 ocupó también, en esa misma Institución, la posición de director ejecutivo adjunto. Fue secretario ejecutivo de la Asociación de Organismos Electorales de Centroamérica y el Caribe, de la Asociación de Organismos Electorales de América del Sur y de la Unión Interamericana de Organismos Electorales. Es miembro del Consejo Asesor Internacional de Latinobarómetro y del Comité Ejecutivo de ALACIP.

## Medios de comunicación
Ha sido columnista y colaborador de diversos medios de comunicación latinoamericanos e internacionales como El País de España, La Tercera y El Mercurio en Chile, El Clarín y La Nación en Argentina, La Nación de Costa Rica, LópezDoriga.com, Estrategia & Negocios, entre otros, además de participar en decenas de entrevistas en medios internacionales.

## Distinciones
- Miembro Senior (Fellow) No Residente del Programa de Política Exterior de Brookings Institution.
- Académico Correspondiente de la Academia Nacional de Ciencias Morales y Políticas de Buenos Aires, Argentina.
- Académico Correspondiente de la Academia Nacional de Derecho y Ciencias Sociales de Córdoba, Argentina.
- José Gregorio Paz Soldán en el grado de Gran Cruz, Ministerio de Relaciones Exteriores de Perú. Distinción conferida al mérito del Servicio Diplomático.
- Lucius N. Littauer Fellow, Escuela de Gobierno John F. Kennedy, Universidad de Harvard. Distinción conferida a estudiantes de la maestría en Administración Pública, en razón de su excelencia académica y compromiso con el servicio público y el liderazgo.